# Novîi Vîselok, Hlobîne
Novîi Vîselok (în ucraineană Новий Виселок) este un sat în comuna Oboznivka din raionul Hlobîne, regiunea Poltava, Ucraina.

## Demografie
Componența lingvistică a localității Novîi Vîselok
     Ucraineană (83,33%)
     Rusă (11,11%)
     Belarusă (5,56%)
Conform recensământului din 2001, majoritatea populației localității Novîi Vîselok era vorbitoare de ucraineană (83,33%), existând în minoritate și vorbitori de rusă (11,11%) și belarusă (5,56%).